# 挹爽鄉
挹爽鄉，是四川省鄰水縣曾经下辖的一个乡。

## 沿革[1]
- 民國19年(1920年)，鄉改稱鄉公所，治城改為鼎屏鎮，東附城改為延聖鄉，南附城改為解慍鄉，西附城改為挹爽鄉，北附城改為拱極鄉。
- 1949年12月，鼎屏區人民政府即建立了挹爽鄉公所。1950年7月30日，鼎屏區改稱第一區。挹爽鄉公所屬第一區公所領導。1952年8月，挹爽鄉公所劃歸第二區(城南區)公所領導。1953年4月24日，挹爽鄉公所改稱挹爽鄉人民政府．1956年1月16日，挹爽鄉併入城南鄉，挹爽鄉人民政府撤銷。